# Tiger Hill (Kargil)
Tiger Hill oder Point 4660 ist ein Berg im Distrikt Kargil, Ladakh, Indien. Er ist einer der höchsten Gipfel der Umgebung und war Schauplatz einer Schlacht zwischen Indien und Pakistan im Kargil-Krieg 1999. Seine Wiedereinnahme war eines der wichtigsten Ziele des Krieges. Heute liegt das Dras War Memorial am Fuß des Tiger Hill.

## Strategische Bedeutung
Da der Tiger Hill der höchste Punkt der Region ist, konnten die pakistanischen Truppen von dort das Hauptquartier der 56. Brigade einsehen, die dort die Hauptstreitkraft ist. Zudem überblickt der nahe Point 5353 den National Highway 1D, eine strategisch wichtige Verbindung zum Siachen Glacier und von Srinagar und Leh in Ladakh. Die pakistanischen Truppen hätten damit den Hauptnachschubweg im Sektor von Kargil vollständig einsehen können und den Beschuss auf 25 km der Straße lenken können.
Indien konnte diese Situation nicht dulden und brauchte ebenfalls einen Kontrollpunkt, um das weitere Eindringen pakistanischer Truppen bekämpfen zu können.

## Die Schlacht
Die indische Artillerie bombardierte den Tiger Hill während das 18. Grenadier, 2. Naga, und das 8. Sikh Regiment ihre Angriffspositionen einnahmen. Es wurde geplant, dass eine Gruppe von 12 bis 18 Soldaten die rund 300 m hohe steile Bergwand erklimmen sollte und die pakistanischen Truppen in einem Überraschungsangriff angreifen sollte, da diese dem Artilleriefeuer ausgesetzt waren.
Das Angriffsteam bestand aus 200 Soldaten mit 2000 Soldaten zur Unterstützung. Die Alpha, Charlie und Ghatak Kompanien der Grenadiere griffen von der Rückseite, die Nagas von der linken Seite und die Sikhs von der rechten Seite an. Der Angriff begann am 3. Juli um 17:15 Uhr mit dem Bombardement der pakistanischen Stellungen. Während dies passierte bezogen die Grenadiere ihre Position und griffen um 20 Uhr an. Zehn pakistanische Soldaten wurden getötet, zwei flohen. Fünf indische Soldaten wurden ebenfalls getötet. Der Held der Schlacht war der indische Soldat Yogendra Singh Yadav, dem später das Param Vir Chakra die höchste Auszeichnung der indischen Armee verliehen wurde.
Am 4. Juli um 6:50 Uhr hatten indische Truppen den Tiger Hill (Point 4660) zurückerobert. Später berichteten indische Medien, dass Point 5353, in der Nähe von Dras, noch immer unter pakistanischer Kontrolle wäre. Die indische Armee erklärte dazu, dass der Gipfel nie unter indischer Kontrolle war und dass er auch nicht auf ihrer Seite der Line of Control läge. Indische Truppen unternahmen trotzdem Versuche ihn einzunehmen bis 2003 ein Waffenstillstand geschlossen wurde. Pakistan baute unterdessen seine Stellung am Point 5353 aus.